# Smolenskaja nabereschnaja

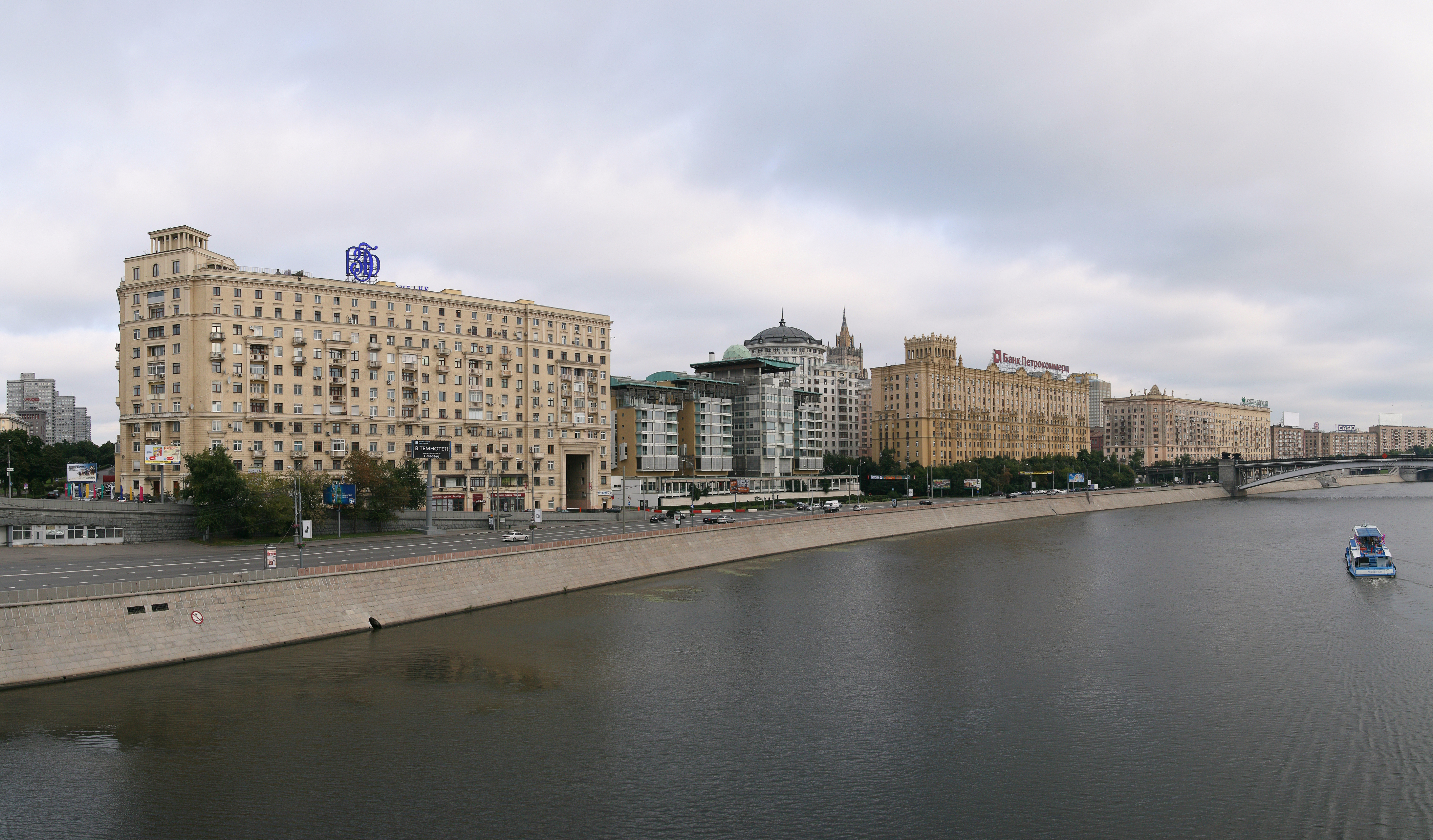

Smolenskaja nabereschnaja (russisch Смоленская набережная) in Moskau ist ein Abschnitt der Uferstraße entlang der Moskwa zwischen den Brücken Nowoarbatski und Borodinski. Sie liegt am linken Flussufer im Stadtteil Arbat im Zentralen Verwaltungsbezirk und ist etwa 800 Meter lang.

## Geschichte
Im 17. Jahrhundert befand sich hier ein Tschepnoi Dwor, ein Bauhof für Hofzimmermänner, an dem Holzaufbauten für den Zarenhof hergestellt wurden. Im Jahre 1668 hier wurde eine Holzkirche für Nikolaus von Myra errichtet. Tschepnoi Dwor wurde 1713 wegen der Verlegung der Hauptstadt nach Sankt Petersburg geschlossen, danach wurde hier Fleisch für den Smolenski-Markt verpackt, außerdem entstand Holzhandel. 1812 brannten alle Holzgebäude ab. Danach entstand eine Uferstraße, die ursprünglich den Namen Worgunichina Gora trug und im späten 19. Jahrhundert Smolenskaja hieß. Als 1912 die Borodinski-Brücke freigestellt worden war, wurde das Smolenskaja nabereschnaja komplett mit Kopfsteinpflaster bedeckt. In den 1930er-Jahren wurde die Uferstraße asphaltiert, in den 1930er- bis 1950er-Jahren mit Gebäuden im Stil des Stalinistischen Klassizismus bebaut.

## Beschreibung
- Nr. 2/2 Poliklinik des Außenministeriums.
- Nr. 2a Ein Wohngebäude für Mitarbeiter des UdSSR-Geologieministeriums. 1930er-1955. Architekt ist A.K.Rostkowski, Bildhauer ist J.G. Orechow.
- Nr. 5/13 Ein Wohngebäude im Stil des Stalinistischen Klassizismus (Architekten B. Barchin und N. Gaigarow), 1955 erbaut. Hier lebten bekannte militärische Führer: Hauptmarschall der Flieger Alexander Nowikow, Marschall der Flieger Fjodor Falalejew, Marschall der Artillerie Nikolai Jakowlew, Admiral Iwan Issakow, General Georgi I. Chetagurow, General Serhij Uschakow sowie der Historiker Nikolai Jakowlew und die Primaballerina Jekaterina Maximowa. Es gibt eine Reihe von Gedenktafeln an der Fassade.
- Nr. 10 Ein Gebäude der Botschaft des GB. Erbaut aus Stein und Holz im Jahr 2000 von der Architekturfirma „Ahrends, Barton and Koralek“. Architekt ist Ritschard Barton. Vor dem Gebäude befindet sich das Denkmal für Sherlock Holmes und Dr. Watson. Bildhauer ist A. Orlow. Wurde 2007 von Tony Brenton eröffnet.[2]
- Nr.12/31 Ein Wohngebäude für das Volkskommissariat für Verteidigung von Alexei Schtschussew und A.K. Rostkowski, 1939–1940 erbaut.

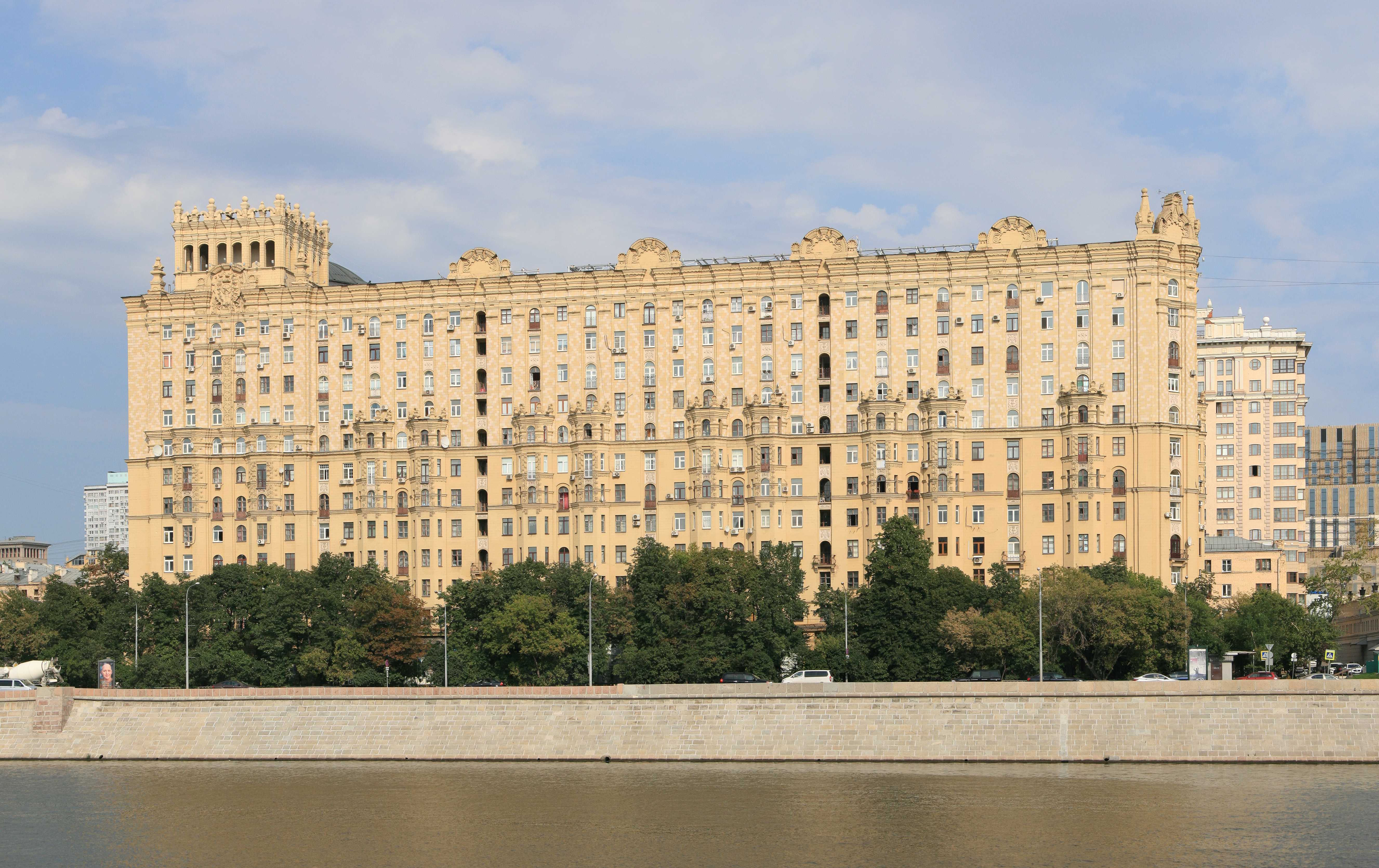
Hausnummer 5/13:
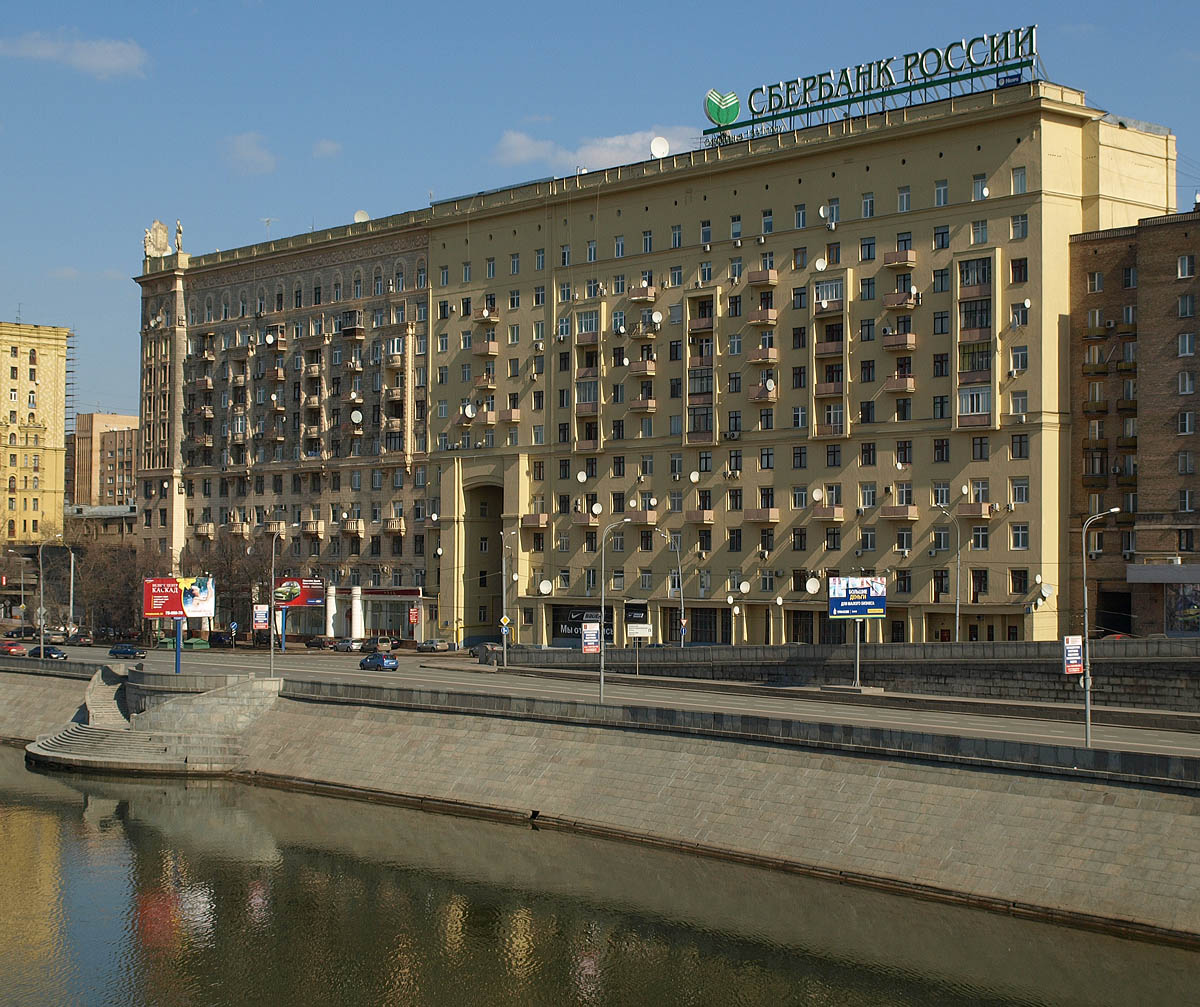
Hausnummer 2a
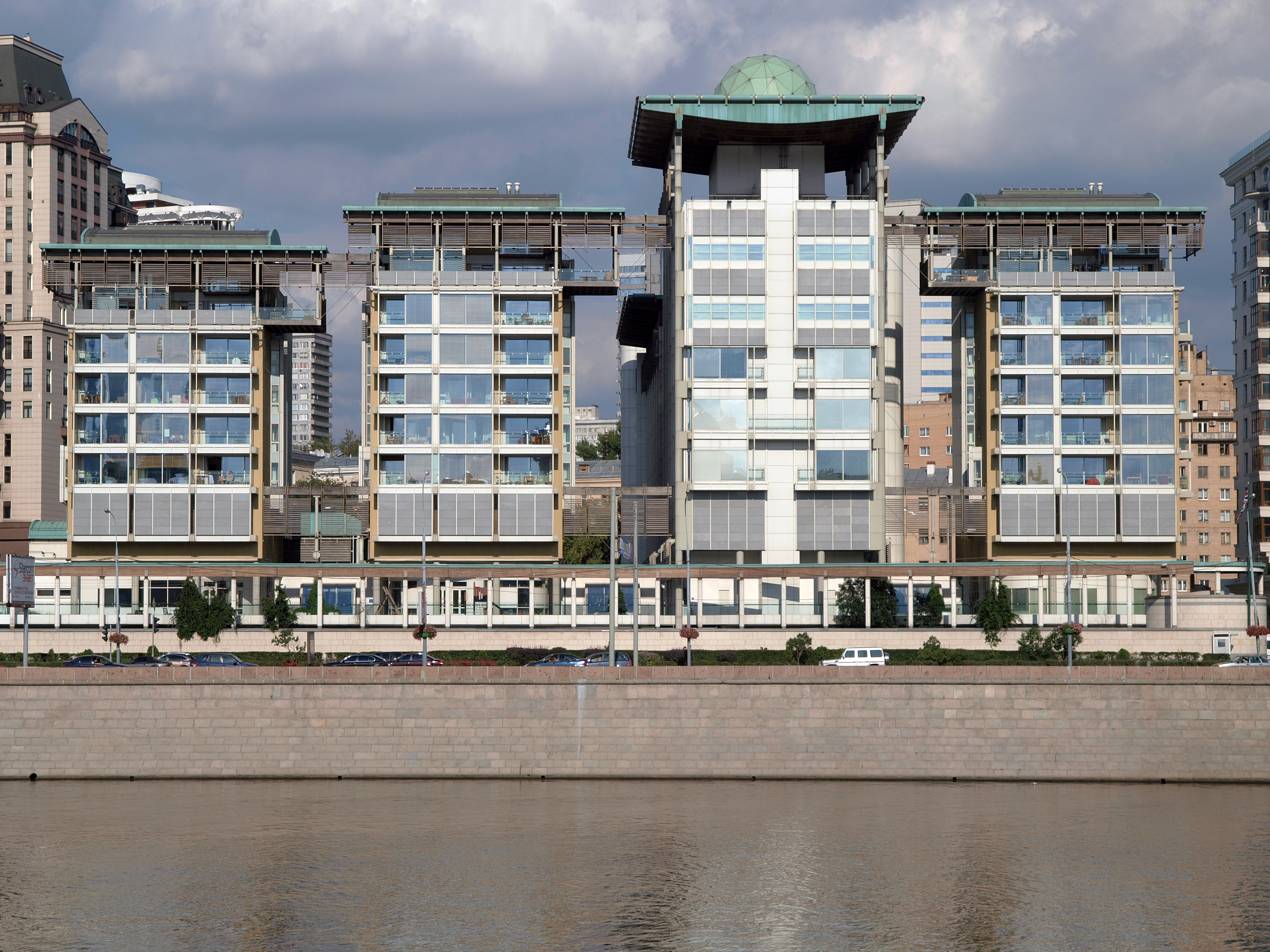
Hausnummer 10
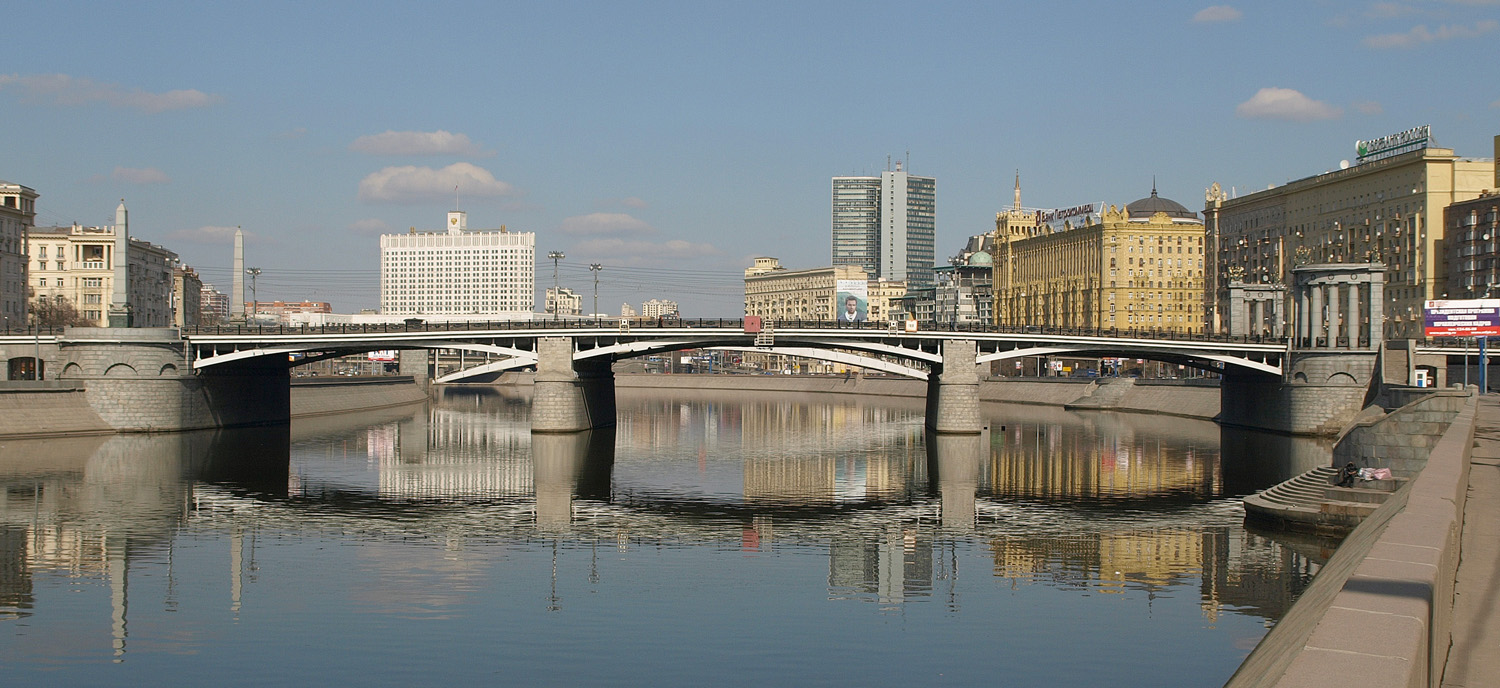
die Borodinski-Brücke
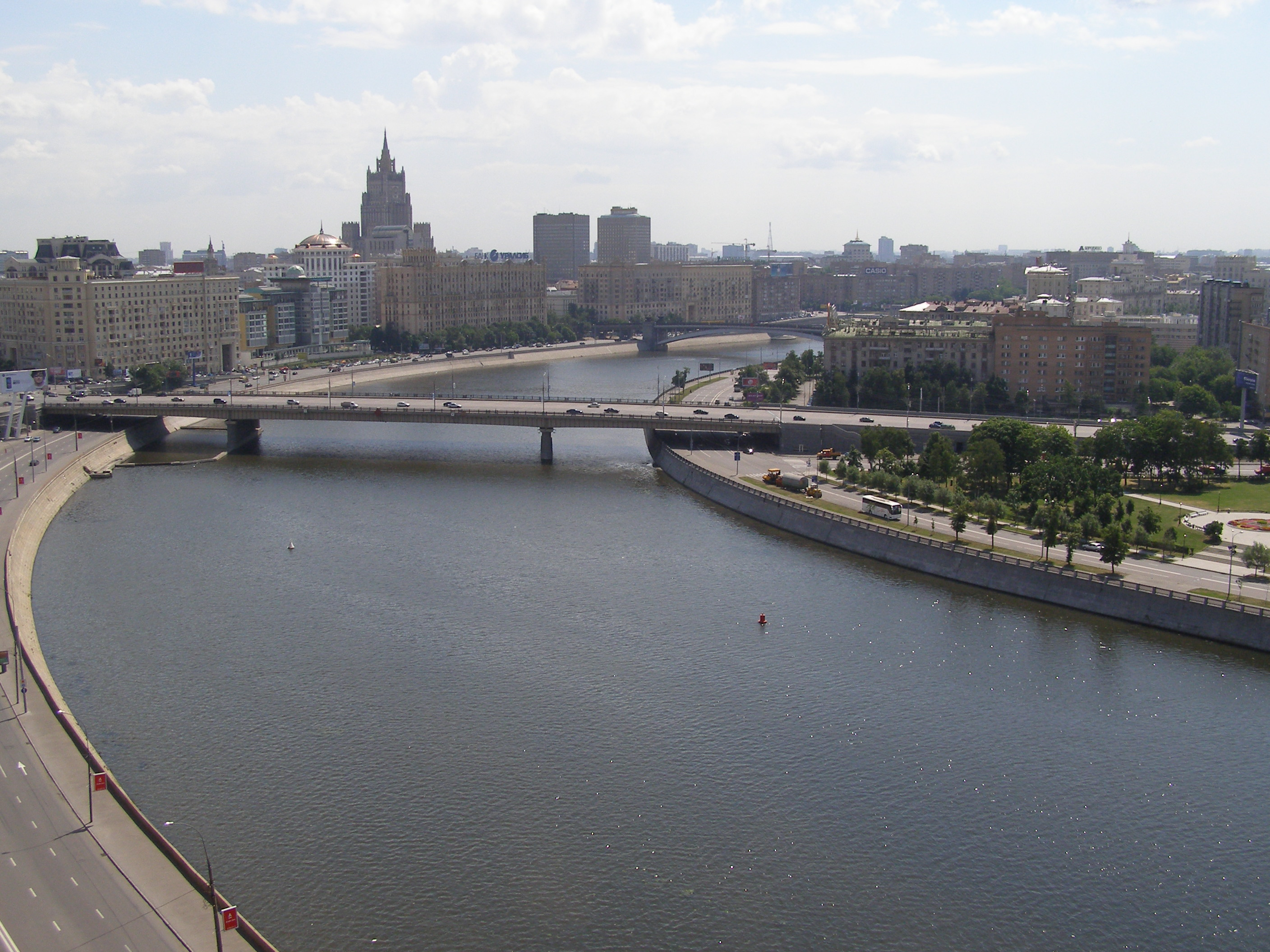
die Nowoarbatski-Brücke mit dem Sicht an Smolenskaja-Uferstraße und Hochgebäude des Außenministeriums.